# Natasha Watcham-Roy
Natasha Watcham-Roy (28 de abril de 1992) é uma ruguebolista de sevens canadense, medalhista olímpica.

## Carreira
Natasha Watcham-Roy integrou o elenco da Seleção Canadense Feminina de Rugby Sevens medalha de bronze na Rio 2016.